# 34
| 34                 |
| ------------------ |
| Dødsfald - Fødsler |
|                    |

| Gregoriansk kalender | 34 XXXIV                |
| Ab urbe condita      | 787                     |
| Armensk kalender     | I/T                     |
| Kinesiske kalender   | 2730 – 2731 癸巳 – 甲午 |
| Etiopisk kalender    | 26 – 27                 |
| Jødisk kalender      | 3794 – 3795             |
| Hindukalendere       |                         |
| - Vikram Samvat      | 89 – 90                 |
| - Shaka Samvat       | N/A                     |
| - Kali Yuga          | 3135 – 3136             |
| Iransk kalender      | 588 BP – 587 BP         |
| Islamisk kalender    | 606 BH – 605 BH         |

Se også 34 (tal)